# 칸다하르 아리안
칸다하르 아니안은 아프가니스탄 칸다하르에 연고를 둔 축구단이다. 2005년 9월 파키스탄 발루치스탄주 샤히드 아지줄라와 첫 국제 친선 경기를 치렀다.